# Democricetodon
Democricetodon es un género extinto de roedor cricetino Oligoceno Superior (28 ma) al Mioceno Superior (9 ma), con fósiles conocidos a lo largo de Eurasia, en Europa Continental se han encontrado restos en más de 80 yacimientos, en España, Francia, Alemania, Austria, Eslovaquia, Hungría, Rumanía y Grecia; mientras que en Asia se conoce de 17 yacimientos en Turquía, Rusia, Pakistán, Vietnam, China y Corea del Sur. Se conoce exclusivamente de molares, alrededor de los mil. 
La gran variedad de especies demuestran una radiación en las crestas molares y la cobertura de las encías. Lo mismo ocurre con el  Megacricetodon.